# Самовольное
Самовольное — село в Озинском районе Саратовской области. Входит в состав сельского поселения Липовское муниципальное образование.

## География
Находится  на расстоянии примерно 31 километр на северо-запад от районного центра поселка Озинки.

## История
Основано в 1859 году переселенцами из разных губерний .

## Население
Население составляло 247 человек в 2002 году (русские 57%, казахи 26%), 156 в 2010.

## Инфраструктура
В селе имеется начальная школа, фельдшерско-акушерский пункт и дом досуга. 